# Karol Herman Stępień
Blahoslavený Karol Herman Stępień (21. října 1910, Lodž – 19. července 1943, Borowikowszczyzna) byl polský římskokatolický kněz, minorita a mučedník.

## Život
Do Řádu menších bratří konventuálů vstoupil roku 1929 a byl poslán na studia do Říma na Papežskou teologickou fakultu San Bonaventura. Kněžské svěcení přijal roku 1937. Ve studiích pokračoval na teologické fakultě Jana Kazimierza ve Lvově a zde získal titul magistra teologie. Po ukončení studia začal působit jako vikář františkánských kostelů. Jeho práce ve farnostech byla plná nadšení a ochoty sloužit věřícím.
Během hromadného zatýkání byl v roce 1943 zatčen.
Ze skupiny zatčených přežili jen dva kněží a dne 19. července 1943 gestapo těla spálila. Pozůstatky mučedníků jsou pohřbeny v kostele Perszajach.

## Beatifikace
Jeho proces byl zahájen 29. dubna 1994. Dekret o mučednictví byl vydán 26. března 1999. Blahořečen byl 13. června 1999 ve skupině 108 polských mučedníků.
Je první a zatím jedinou osobou z Lodže, která byla blahořečena.